# عبدالله بامبا
عبدالله بامبا (انگلیسی: Abdoulaye Bamba؛ زادهٔ ۲۵ آوریل ۱۹۹۰) یک بازیکن فوتبال اهل ساحل عاج است.
از باشگاه‌هایی که در آن بازی کرده‌است می‌توان به باشگاه فوتبال یوونتوس اشاره کرد.
وی همچنین در تیم‌های ملی فوتبال Ivory Coast ۱۲:۴۵، ۲۲ دسامبر ۲۰۱۶ (UTC) بازی کرده است.